# لوئیس خوزه دو اوربیگوسو
لوئیس خوزه دو اوربیگوسو (انگلیسی: Luis José de Orbegoso) ( زاده ۲۵ اوت ۱۷۹۵ – درگذشته ۵ فوریهٔ ۱۸۴۷) سیاست‌مدار اهل اسپانیا بود.